# NGC 1578
NGC 1578 (другие обозначения — ESO 202-14, FAIR 771, AM 0422-514, IRAS04224-5142, PGC 15025) — спиральная галактика (Sa) в созвездии Золотой Рыбы. Открыта Джоном Гершелем в 1834 году. Описание Дрейера: «довольно тусклый, маленький объект круглой формы, более яркий в середине». Галактика удаляется от Млечного Пути со скоростью 6800 км/с и удалена на 315 миллионов световых лет. Её диаметр составляет около 100—110 тысяч световых лет.
Этот объект входит в число перечисленных в оригинальной редакции «Нового общего каталога».
В галактике зарегистрировано две вспышки сверхновых: SN 2013fz и SN 2014cd. Обе сверхновых имеют тип Ia, их пиковые видимые звездные величины составили, соответственно, 15,1m и 15,9m.